# صفی‌آباد (طرقبه شاندیز)
صفی‌آباد، روستایی از توابع بخش طرقبه شهرستان طرقبه شاندیز در استان خراسان رضوی ایران است.

## جمعیت
این روستا در دهستان طرقبه قرار دارد و براساس سرشماری مرکز آمار ایران در سال ۱۳۸۵، جمعیت آن ۶۷ نفر (۱۶ خانوار) بوده‌است. ولی در سال ۱۳۹۰ جمعیت این روستا به ۱۲۳ نفر (۳۳ خانوار) افزایش یافته‌است.